# Protection de l'enfance en France
Ne doit pas être confondu avec Justice des mineurs en France.
 (avril 2016).
La protection de l'enfance est une politique publique de la France ayant pour objectif de protéger les enfants dont le développement est compromis ou qui sont en danger.
La mesure la plus connue par le grand public est le placement d'un enfant dans une famille d'accueil ou dans un foyer. Cependant, la protection de l'enfance consiste aussi à apporter une aide aux familles qui ont des difficultés pour élever leurs enfants. L'aide prendra la forme d'interventions d'un éducateur à domicile, d'une aide ménagère, une aide à la gestion du budget, etc.
En 2021, la part des enfants qui bénéficient d'une aide au domicile parental est équivalente à celle des enfants placés hors du domicile parental (c'est-à-dire placés en famille d'accueil ou en foyers).
L’État français est chargé de définir la politique de protection de l'enfance. Cette politique est mise en oeuvre par le conseil départemental.
Le conseil départemental peut intervenir soit sur demande des parents soit sur décision du juge des enfants.
Le bénéfice de cette politique a été étendu aux jeunes majeurs de moins de 21 ans qui ne sont pas suffisamment soutenus par leur famille.

## Contexte légal de la protection de l'enfance en danger en France

### Cadre international
Le contexte de la protection de l'enfance en danger en France s'inscrit dans une double articulation inscrite dans l'histoire. En effet, les droits de l'enfant et leur protection s'inscrivent tant dans les droits internationaux que dans les droits définis en France. Ces droits et cette protection, tant d'un point de vue international que national, ont connu des évolutions au cours du temps pour définir ce qu'est la protection de l'enfance en danger en France.
Parmi les textes fondamentaux, il existe la Convention internationale des droits de l'enfant. Ce texte international a une valeur juridiquement contraignante dans chaque État qui l'a ratifié et ses citoyens peuvent s'en prévaloir directement. Toutefois, les pays signataires ont la possibilité d'émettre des réserves sur certains articles.
La France a émis des réserves au regard de l'article 30 qui porte sur le droit des enfants des minorités linguistiques et culturelles (Dans les États où il existe des minorités […] linguistiques […], un enfant […] appartenant à une de ces minorités ne peut être privé du droit d'avoir sa propre vie culturelle, […] d'employer sa propre langue en commun avec les autres membres de son groupe). Elle considère notamment qu'il n'existe pas de minorités (ni culturelles, ni linguistiques) sur son territoire, et annule cet article en totalité sur le territoire de la République (y compris pour ce qui concerne les minorités religieuses et ethniques également mentionnées dans l'article 30 de la convention), en vertu de l'article 2 (qui ne porte que sur la langue française) de la Constitution (qui reconnaît pourtant l'existence de minorités culturelles ethniques dans les pays d'outre-mer avec des statuts juridiques spécifiques). Le Conseil économique et social des Nations unies a, en 2008, « recommandé » à la France de retirer cette réserve.
Pour connaître l'histoire des droits de l'enfant d'un point de vue international, voir l'article sur les droits de l'enfant.

### Cadre national
Le ministère de tutelle de la protection de l'enfance est le ministère des Affaires sociales et de la Santé. 
C'est le ministère des Affaires sociales et de la Santé qui mène la politique générale d'action sociale du pays dont celui de la protection de l'enfance.
Le ministère des Affaires sociales et de la Santé est le ministère français chargé des thématiques sociales, et de la solidarité officielle (familles, handicap, personnes âgées).
Le ministère a souvent changé de nom, depuis 1983. Il a épisodiquement porté le nom de « ministère des Affaires sociales » (entre 2002 et 2004 par exemple).
De plus, le groupement d'intérêt public Enfance en danger composé de l'État, des conseils départementaux et d'associations gère deux missions :
- le service national d'accueil téléphonique de l'enfance en danger accessible par le numéro national d'urgence 119[5] ;
- l'observatoire national de la protection de l'enfance (ONPE) qui a pour objectif de mieux connaître le champ de l'enfance en danger pour mieux prévenir et mieux traiter[6].

### Cadre local
Depuis les lois de décentralisation (lois Defferre du 7 janvier 1983 et du 22 juillet 1983), le conseil départemental est chargé de mettre en œuvre la politique de protection de l'enfance définie par le ministère.
Il apporte un soutien matériel, éducatif et psychologique :
- aux enfants et à leur famille, en butte à des difficultés risquant de mettre en danger la santé, la sécurité, la moralité de ces enfants ou de compromettre gravement leur éducation ou leur développement physique, affectif, intellectuel et social ;
- aux majeurs de moins de 21 ans en butte à des difficultés familiales, sociales et éducatives susceptibles de compromettre gravement leur équilibre[2].

Une commune peut aussi mener une action sociale donc aussi de protection de l'enfance en vertu de sa clause de compétence générale.

## Organisation du service public de protection de l'enfance
Trois services du conseil départemental contribuent à sa mise en œuvre :
- l'aide sociale à l'enfance (ASE) ;
- la protection maternelle et infantile (PMI) ;
- le service social départemental (divisé sur le territoire départemental en circonscriptions).

### Aide sociale à l'enfance
C'est le principal service chargé de la protection de l'enfance.
Le service de l'aide sociale à l'enfance a trois actions principales :
- la prévention (aides financières, actions éducatives en milieu ouvert) ;
- le recueil, le traitement et l'évaluation des informations préoccupantes relatives aux mineurs en danger ou qui risquent de l'être[7]. Les informations préoccupantes sont des signalements de professionnels ou de particuliers qui ont constaté ou qui suspectent qu'un enfant est en danger ou qu'il risque d'être en danger[8]. Cette mission a été créée par la loi du 5 mars 2007 ;
- l'accueil d'enfants placés hors de leur domicile familial, soit à la demande de la famille, ou dans le cadre d'une mesure de placement ordonnée par le juge des enfants (article 375 du code civil)[9].

### Protection maternelle et infantile
C'est un service de santé publique ouvert à tous, dont l'objectif est la protection et la promotion de la santé de la mère et de l'enfant. Ce service comprend des médecins, des pédiatres, des gynécologues, des puéricultrices, des sages-femmes, des psychologues, des conseillers conjugaux, qui travaillent en équipe pluridisciplinaire.
Ses actions contribuent à aider les familles et l'enfant avant et pendant la grossesse puis durant la petite enfance et l'enfance.
Le service de la protection maternelle et infantile apporte son concours au service de l'aide sociale à l'enfance en évaluant si les mineurs sont en danger ou risquent de l'être, à la suite du recueil d'informations préoccupantes,.

### Service social départemental
C'est un service public chargé d'actions polyvalentes et spécialisées (loi de 1975). Ces actions sont menées par des assistants de service social qui aident les personnes, les familles ou les groupes connaissant des difficultés sociales, à restaurer leur autonomie et à assurer leur insertion. Dans le respect des personnes, ils recherchent les causes qui compromettent leur équilibre psychologique, économique ou social, analysent leur demande, et les conseillent, les orientent et les soutiennent.
Le service social départemental participe aux actions de prévention des mauvais traitements et de prise en charge des mineurs maltraités.

## Évolution du cadre légal de la protection de l'enfance

### Loi du5 mars 2007
La loi du 5 mars 2007 réformant la protection de l'enfance vise à améliorer la prévention et le signalement des situations à risque pour les mineurs, dont près de 20 000 sont victimes de maltraitance chaque année en France. Il a été décidé notamment de sanctionner de six mois d'emprisonnement et 3 750 euros d'amende toute personne ayant assisté à un accouchement et ne l'ayant pas déclaré dans les délais légaux de trois jours.
Principales mesures du projet de loi de réforme de la protection de l'enfance :

#### Prévention
« Entretien psychosocial » systématique au 4e mois de grossesse « pour identifier les problèmes pouvant créer des difficultés futures dans le lien mère-enfant ».
Mise en contact systématique des parents avec les services de la protection maternelle infantile (PMI) lors du séjour à la maternité.
Bilan pour tous les enfants de 3-4 ans à l'école maternelle et tous les enfants dans leur sixième année.
Aide des adolescents en souffrance par développement de lieux d'écoute, des accueils de jour et des lieux de médiation entre parents et enfants.
Dépistage des troubles physiques, psychologiques, sensoriels et de l'apprentissage.
Visite médicale obligatoire au cours des 6e (avec dépistage des troubles spécifiques du langage et de l'apprentissage), 9e, 12e et 15e années.

#### Signalement
Création dans chaque département d'une « cellule de recueil, de traitement et d'évaluation des informations préoccupantes » pour les mineurs.
Mise en place d'un observatoire départemental de l'enfance en danger établissant des statistiques transmises à l'assemblée départementale, aux représentants de l'État et de l'autorité judiciaire.
Partage d'informations entre professionnels du travail social et de la protection de l'enfance habilités au secret professionnel.
Clarification du partage des rôles : l'aide sociale à l'enfance (ASE) intervient à titre principal et la justice « en cas de danger manifeste » ou si les parents « ne peuvent pas ou ne veulent pas accepter l'accompagnement proposé » par l'ASE.
Un « mineur capable de discernement » peut être entendu par le juge dans toute procédure le concernant et « lorsque son intérêt le commande ». Audition de droit lorsque le mineur la demande.

#### Prise en charge
- Accueil d'un mineur ayant abandonné le domicile familial « en cas de danger immédiat ou de suspicion de danger immédiat » par l'ASE pour une durée maximale de 72 heures.
- Élargissement de la palette des modes d'accueil : accueil pour la journée dans un lieu proche du domicile, ou accueil temporaire, par exemple les week-ends.
- Accueil d'enfants et d'adolescents souffrant de troubles graves du comportement dans des unités d'accueil familial thérapeutique.
- Création d'un Fonds national de financement de la protection de l'enfance.
- Protection contre les sectes.
- 6 mois de prison et 3 750 euros d'amende pour non déclaration d'un accouchement dans les délais légaux de 3 jours contre toute personne ayant assisté à un accouchement.
- 6 mois de prison et 3 750 euros d'amende pour non-respect par les parents de l'obligation de vaccination des enfants.
- Instruction à domicile dispensée à « des enfants de deux familles au plus au même domicile ».

#### Divers
- Pas de sex-shop à moins de 200 m des écoles. Infraction punissable de 2 ans de prison et 30 000 euros d'amende.
- « Consulter habituellement » des images pédopornographiques sur Internet, représentant « un mineur se livrant à un comportement sexuellement explicite » puni de 2 ans de prison et 30 000 euros d'amende.
- Possibilité pour une mère de réduire son congé prénatal pour pouvoir rester davantage avec son bébé après sa naissance.

### Loi du14 mars 2016
La loi du 14 mars 2016 relative à la protection de l'enfant met en place diverses mesures destinées à renforcer la protection des enfants : désignation d'un médecin référent sur la protection de l'enfance au sein du conseil départemental, renforcement du projet pour l'enfant, réforme de l'adoption simple afin de faciliter l'adoption, accompagnement du parent qui a récupéré son enfant initialement né sous X ou confié pour adoption. De plus, veiller à la stabilité du parcours de l'enfant devient un nouvel objectif de la protection de l'enfance.

### Loi du7 février 2022
La loi du 7 février 2022 relative à la protection des enfants, dite loi Taquet, a pour objectif d'améliorer la politique de protection de l'enfance : interdiction de l'hébergement à l'hôtel, meilleure protection contre les violences sur mineurs, amélioration du statut des assistants familiaux (c'est-à-dire les familles d'accueil).

## Défenseur des droits
Parmi les dispositions légales de défense des enfants, a été créé, en 2000, le défenseur des enfants. En droit français, le défenseur des enfants est « chargé de défendre et de promouvoir les droits de l'enfant ». Il garantit ainsi particulièrement l'exécution de la Convention de New-York sur les droits de l'enfant.
À partir de 2011, c'est le Défenseur des droits qui le remplace.

## Conseil national de la protection de l'enfance (CNPE)
Le Conseil national de protection de l'enfance, placé auprès du Premier ministre, a été mis en place en décembre 2016 à la suite de la loi du 14 mars 2016 relative à la protection de l'enfant.
Ses missions :
- proposer au Gouvernement les orientations nationales de la politique de protection de l’enfance dans le but de construire une stratégie nationale ;
- assister le Gouvernement en rendant des avis sur toutes les questions qui concernent la protection de l’enfance et de sa propre initiative, proposer aux pouvoirs publics, après évaluation, les mesures de nature à améliorer les interventions en protection de l’enfance ;
- contribuer à orienter les études stratégiques, les travaux de prospective et d’évaluation menés dans le champ de la protection de l’enfance ;
- promouvoir la convergence des politiques menées au niveau local en s’appuyant sur les expériences conduites au niveau territorial comme à l’étranger ;
- formuler des recommandations dans le champ de la formation initiale et continue des professionnels de la protection de l’enfance.

Il comprend 66 membres répartis en 5 collèges représentant respectivement :
- les institutions, collectivités et administrations compétentes ;
- les usagers, anciens usagers ou leurs familles ;
- les associations intervenant dans la protection de l'enfance ;
- les associations de professionnels et organismes de formation ;
- des personnalités qualifiées œuvrant dans le champ de la protection de l'enfance.

Un collège d'enfants placés est associé aux travaux du CNPE.
Il publie un rapport annuel d'activité.

## Maltraitance sur mineur en France

### Définition
La maltraitance ou des sévices à enfant sont des mauvais traitements physiques, psychologiques (moral) ou sexuels imposés à un enfant.
Il existe plusieurs définitions relatives à l'enfance en danger. Par exemple :
- selon l'article 19 de la Convention internationale des droits de l'enfant - (20 novembre 1989), la maltraitance renvoie à « toute forme de violences, d'atteinte ou de brutalités physiques et mentales, d'abandon ou de négligences, de mauvais traitements ou d'exploitation, y compris la violence sexuelle… » ;
- la définition de la Commission Jacques Barrot (décembre 1988) désigne sous le vocable d'enfants maltraités : « les enfants victimes, de la part de leurs parents ou d'adultes en ayant la garde, soit de brutalités volontaires, soit d'une absence intentionnelle de soins entraînant des lésions physiques ou troubles de l'état général. On y inclut également les enfants victimes de comportements plus difficiles à mettre en évidence, car ne laissant pas de trace physique : brutalités mieux contrôlées, comportements sadiques, manifestations de rejet, de mépris, d'abandon affectif, exigences éducatives disproportionnées… Leur retentissement sur le développement psychoaffectif de l'enfant peut être aussi grave que celui des sévices corporels » ;
- L'ODAS (Observatoire national de l'action sociale) distingue, depuis 1993, « les enfants en risque » des « enfants maltraités » : « L'enfant maltraité est celui qui est victime de violences physiques, cruauté mentale, abus sexuels, négligences lourdes ayant des conséquences graves sur son développement physique et psychologique », « L'enfant en risque est celui qui connaît des conditions d'existence qui risquent de mettre en danger sa santé, sa sécurité, sa moralité, son éducation, ou son entretien, mais qui n'est pour autant pas maltraité », « Les enfants en danger comprennent l'ensemble des enfants en risque et des enfants maltraités ».

### Signalement des maltraitances sur mineurs en France
- Pour les professionnels, assistantes sociales, médecins, instituteurs, le principe du secret professionnel est défini par les articles 226-13 et 226-14 du code pénal pour les assistantes sociales, les autres travailleurs sociaux sont tenus a une discrétion professionnelle. Cependant les personnes astreintes au secret professionnel doivent toujours faire part des mauvais traitements à l'égard des mineurs de 15 ans[20]. La révélation du secret dans ce cas est possible (article 226-14 du code pénal).

- Dans tous les cas toute personne ayant connaissance de l'existence d'un enfant maltraité ou supposé l'être doit aviser les autorités médicales, judiciaires ou administratives. Ne pas le faire serait tomber sous la coupe de la non-dénonciation de mauvais traitements infligés à un mineur de 15 ans (article 434-3 du code pénal).

- Cellule départementale de recueil de traitement et d'évaluation.

« La mise en œuvre de la loi du 5 mars 2007 réformant la protection de l’enfance implique des modifications importantes, notamment parce qu’il crée dans chaque département une cellule de recueil, de traitement et d’évaluation des situations de danger ou de risques de danger pour l’enfant et l’adolescent, et parce qu’il détermine les règles du partage d’informations entre professionnels. » in « le guide de la cellule départementale de recueil de traitement et d'évaluation », 2008.

## Traitement public de protection de l'enfance en danger

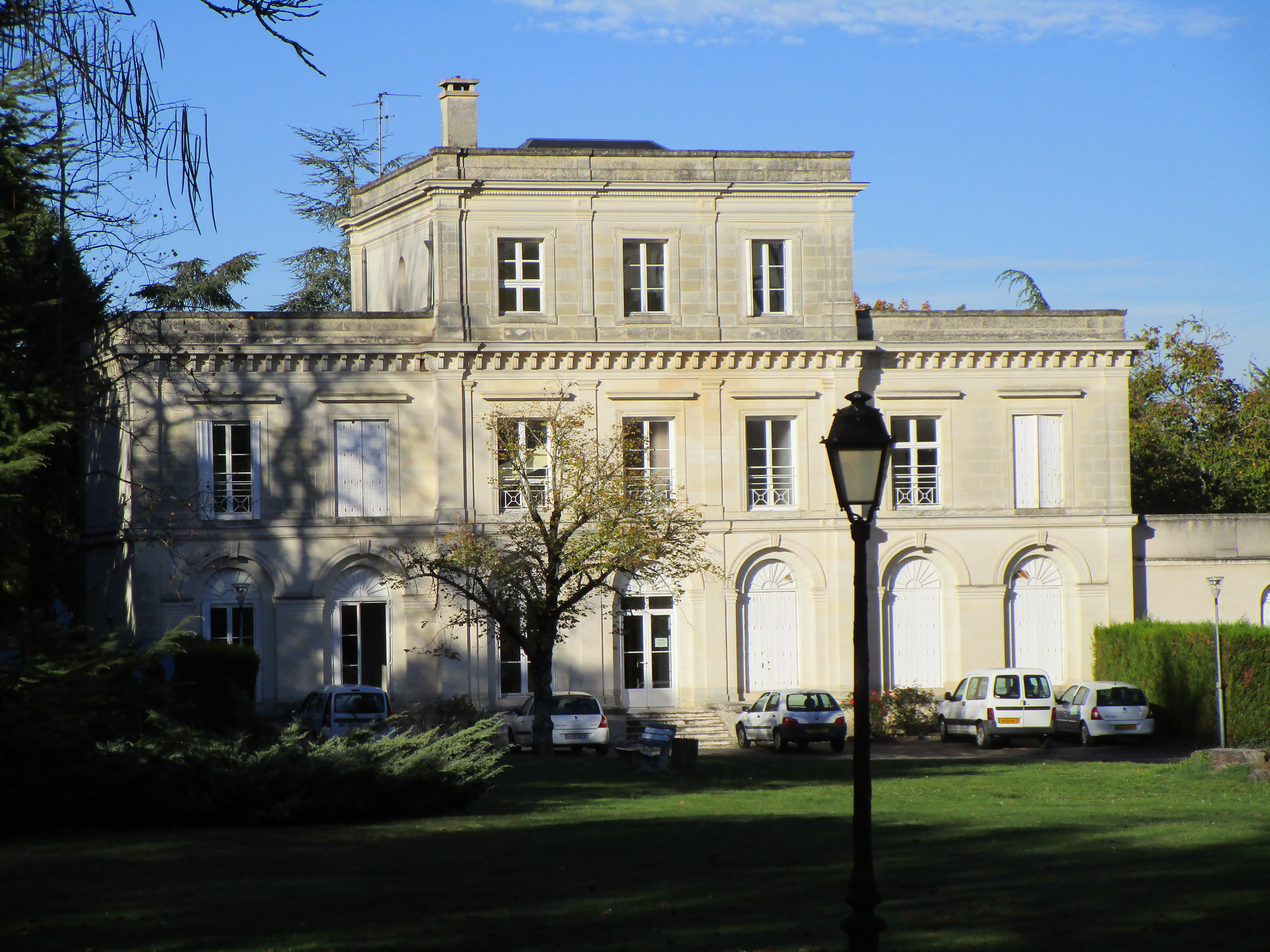
Maison d'enfants à caractère social à Tours, dans le quartier de la Bergeonnerie.

Le traitement public s'articule entre une protection sociale et administrative et une prise en charge judiciaire de l'enfance en danger.
En France, les associations œuvrant dans la protection de l'enfance doivent être habilitées par le conseil départemental et (ou) le ministère de la Justice.
Certaines d'entre elles sont des établissements uniques type maison d'enfants à caractère social (MECS), d'autres sont plus importantes et sont reconnues d'utilité publique.
Elles peuvent alors ester en justice afin de défendre les droits des enfants lorsqu'ils sont en péril (exemple : La Fondation d'Auteuil).
Elles peuvent alors être associées par les pouvoirs publics aux fonctionnements d'une politique ou d'une mesure nationale sur le sujet (exemple : le 119 ou Service national d'accueil téléphonique pour l'enfance maltraitée).
Évidemment, certaines d'entre elles cumulent l'ensemble des formes d'autorisations publiques.

### Personnels responsables de la protection de l'enfance en danger en France
- Défenseur des droits
- Juge des enfants
- Attachés territoriaux chargés de la protection de l'enfance
- Directeur de foyer de l'enfance
- Directeur de maison d'enfants à caractère social
- Directeur de prévention spécialisée
- Directeur de service d'aide éducative en milieu ouvert

Les personnes mettant en œuvre les mesures sont principalement les éducateurs des associations et les chefs de service.
Exemple d'établissement autorisé à œuvrer à la protection de l'enfance : Union française pour le sauvetage de l'enfance.

## Sources d'information

### Sources d'information sur le thème de la protection de l'enfant en danger en France

#### Observatoire national de la protection de l'enfance
Créé en 2004 sous le nom d'Observatoire national de l'enfance en danger, l'Observatoire de la protection de l'enfance (ONPE) a pour mission de mieux connaître le champ de l'enfance en danger pour mieux prévenir et mieux traiter.

#### Observatoires départementaux de la protection de l'enfance
Dans chaque département a été mis en place un observatoire départemental de la protection de l'enfance à la suite de la loi du 5 mars 2007 réformant la protection de l'enfance. Ces observatoires ont pour missions :
- de recueillir, d'examiner et d'analyser les données relatives à l'enfance en danger dans le département ;
- d'être informé de toute évaluation des services et établissements intervenant dans le domaine de la protection de l'enfance ;
- de suivre la mise en œuvre du schéma départemental d'organisation sociale et médico-sociale, et de formuler des avis ;
- de formuler des propositions et avis sur la mise en œuvre de la politique de protection de l'enfance dans le département ;
- de réaliser un bilan annuel des formations continues délivrées aux professionnels sur la protection de l'enfance et d'élaborer un programme pluriannuel des besoins en formation des professionnels intervenant dans la protection de l'enfance ;
- d'établir des statistiques qui sont portées à la connaissance du conseil départemental, de l'État et la justice[21].

L'observatoire départemental de la protection de l'enfance comprend entre autres des magistrats, des représentants des services de l'État et des services du conseil départemental, ainsi que des représentants des associations concourant à la protection de l'enfance, notamment des gestionnaires d'établissements.

#### Revues
En dehors de cet observatoire, défini par la loi, il existe d'autres sources d'information sur ce thème comme :
- Sociétés et jeunesses en difficulté. Revue d'étude sur les enfants et les jeunes « en difficulté » ;
- la Revue d'histoire de l'enfance « irrégulière ».

#### Divers
Plusieurs enfants placés témoignent une fois devenus adultes de leur expérience de la protection de l'enfance dans des livres.
Parmi eux, on peut citer "L'enfer des foyers" paru en 2019 dans lequel Lyes Louffok raconte les maltraitances subies lors de ses différents placements.

### Sources légales définissant la protection de l'enfant en danger en France
- Convention internationale des droits de l'enfant.
- La loi du 24 juillet 1889 instituant la déchéance de la puissance paternelle qui a porté la première atteinte à l'autorité souveraine du père de famille. L'intérêt de cet évènement législatif réside surtout dans le fait qu'il s'agit pour la première fois de notre droit d'instaurer un contrôle judiciaire de l'autorité des parents.
- La loi du 19 avril 1898 sur la répression des violences, voie de faits et attentats commis contre les enfants prévoit de son côté, pour la première fois, des mesures autoritaires de placements.
- Le décret-loi du 30 octobre 1935 envisage, sans aucune exigence de faute, le placement des mineurs qui n'ont ni travail, ni domicile, ou qui tirent leurs ressources de la débauche ou des métiers prohibés. Il institue la surveillance et l'assistance éducative des mineurs.
- L'ordonnance du 2 février 1945 sur l'enfance délinquante.

- Les articles 375 à 382 du code civil, modifiés par l'ordonnance du 1er septembre 1945 organisèrent : la correction paternelle. Il s'agit de la possibilité de placer le mineur, lorsque celui-ci donne des sujets de mécontentement très graves.
- L'ordonnance du 23 décembre 1958, en modifiant les articles 375 et suivants du code civil, définit clairement les conditions de la protection Judiciaire de l'enfance : les mineurs de 21 ans dont la santé, la sécurité, la moralité et l'éducation sont compromises peuvent faire l'objet de mesures d'assistance éducative. L'article 375-1 du code civil confiait au juge des enfants l'exercice de cette mission.
- Loi du 4 juin 1970 sur l'autorité parentale[24] qui remplace désormais la puissance paternelle, l'assistance éducative fait l'objet d'un titre particulier comprenant les articles 375 à 375-8 du code civil.
- Loi du 5 mars 2007 réformant la protection de l’enfance[25].
- Loi du 14 mars 2016 relative à la protection de l'enfant[13].
- Loi du 7 février 2022 relative à la protection des enfants[14].

## Données statistiques relatives la protection de l'enfance
En 2015, les viols et les agressions sexuelles (dont harcèlement sexuel) enregistrés par les services de police et de gendarmerie ont concerné 8 300 enfants âgés de 0 à neuf ans et 11 900 enfants âgés de 10 à 17 ans, soit 20 200 mineurs.
L'estimation du nombre de mineurs et jeunes majeurs suivis en protection de l'enfance au 31 décembre 2017 était de 308 400.
En 2017, 104 239 mineurs avaient fait l’objet d’une saisine d’un juge des enfants. Dix ans plus tôt, en 2007, le nombre était de 79 233.
En 2017, 100 mineurs victimes d’infanticides avaient été enregistrées par les forces de sécurité, l’auteur pouvant être un membre de la famille ou une personne extérieure à la famille.
Au 31 décembre 2021, le nombre d'enfants suivis en protection de l'enfance est estimé à 310 525. Ce nombre comprend aussi bien les enfants restés à leur domicile mais dont les familles bénéficient d'une aide du conseil départemental, que les enfants hébergés hors de leur famille (dans une famille d'accueil ou un foyer, etc.). Quant au nombre de jeunes majeurs suivis en 2021, il est de 35 112.

## Débats et controverses sur la protection de l'enfance

### 2018
Un vif débat sur l'efficacité et les conceptions de base des dispositifs de protection de l'enfance s'est ouvert en septembre 2018, à la suite de la publication du livre « Le Massacre des innocents, les oubliés de la République ». Ce livre, publié sur Amazon, est écrit par Michèle Créoff, vice présidente du Conseil national de protection de l'enfance et ancienne directrice de l'enfance au conseil général du Val-de-Marne, et par la journaliste Françoise Laborde. Il critique vigoureusement le fonctionnement actuel des institutions et fait 19 propositions. Les auteurs lancent par ailleurs une pétition relayée par différentes personnalités comme la philosophe Sylviane Agacinski ou l'animateur de télévision Nagui demandant au gouvernement la mise en œuvre de ces 19 propositions.
Parmi les critiques énoncées à l'égard du système actuel, on peut lire :
- « 70 % des enfants placés n'ont aucun diplôme, alors même que l'État dépense pour eux 44 000 euros par an et par enfant, c'est-à-dire le prix d'un collège d'élite »[30] ;
- « 40 % des SDF de moins de 25 ans sont d'anciens enfants placés qui sont "renvoyés" de toutes les structures d'accueil le jour de leurs 18 ans "parce que c'est la loi" »[30].

À la suite de cette publication, l'Organisation nationale des éducateurs spécialisés (ONES) exprime son désaccord avec ce qu'elle perçoit comme un manque d'impartialité de la vice présidente du CNPE et annonce sa mise en retrait provisoire du CNPE. L'ONES explique qu'elle avait décidé de participer aux travaux du CNPE « en particulier en raison de l’objectif affiché de dépasser les idéologies sclérosantes et réductrices qui s’opposent dans le champ disciplinaire de la protection de l’enfance ».

### 2022
Dans son émission Zone interdite, la chaîne de télévision M6 diffuse le 16 octobre 2022 le reportage intitulé "Familles d'accueil, hôtels sociaux : le nouveau scandale des enfants placés" qui met au jour des dysfonctionnements de l'aide sociale à l'enfance : hébergement en hôtel d'une mineure faute de place adaptée à sa situation dans les foyers, jeunes filles en proie aux proxénètes dans un foyer, garçons travaillant dans le trafic de drogue au vu et su des éducateurs impuissants d'un foyer,.

### 2024
À Clermont-Ferrand, une adolescente de l'aide sociale à l'enfance se suicide fin janvier 2024 dans l'hôtel où elle était placée. Le 15 février 2024, une centaine de personnes a manifesté devant le conseil départemental du Puy-de-Dôme pour dénoncer ses manquements dans la prise en charge de cette mineure. Si le gouvernement avait pris les mesures d'application de la loi Taquet de 2022, le conseil départemental du Puy-de-Dôme n'aurait pas pu placer l'adolescente dans un hôtel.